# Ramon Berenguer 4. af Barcelona
Ramon Berenguer 4. (ca. 1114 – 6. august 1162) var greve af Barcelona fra 1131 til 1162.
Han var søn af Grev Ramon Berenguer 3. af Barcelona og Grevinde Douce 1. af Provence. Hans ægteskab med Petronella af Aragonien forenede Grevskabet Barcelona med Kongeriget Aragonien og dannede grundlaget for Aragoniens krone.
| Ramon Berenguer 4.Huset BarcelonaFødt: ca. 1114 Død: 6. august 1162 |                              |                          |
| Titler som regent                                                   |                              |                          |
| Foregående: Ramon Berenguer 3.                                      | Greve af Barcelona 1131–1162 | Efterfølgende: Alfons 1. |